# Extremadura castellana

Comunidades de villa y tierra en la Extremadura castellana.

Se conoció como Extremadura castellana a las tierras conquistadas durante los siglos XI y XII por el reino de Castilla, ocupando, más o menos, la franja entre los ríos Duero y Tajo. Se extendía fundamentalmente por lo que hoy son las provincias de Ávila, Guadalajara, Segovia y Soria, la mitad oriental de la de Cáceres, la mayoría de la de Madrid, y en  menor  medida, por algunos territorios de Valladolid, Salamanca, Toledo, Burgos y  Badajoz.

## Etimología
Los conceptos Extremo, Estremo, Estremadura, Extremadura y similares comienzan a aparecer en el siglo XII en principio para referirse a la Extremadura leonesa, que ocuparía  lo que hoy es la provincia de Salamanca, salvo unos cincuenta municipios de la parte este, y de la antigua Ruta de la Plata hacia el oeste de la actual comunidad autónoma de Extremadura. Se refiere a través del término latino "Extremis Dorii", es decir, los extremos del Duero, para denotar a las tierras conquistadas más allá de aquel río. También puede referenciarse etimológicamente así la región portuguesa de Estremadura, situada también al sur del río Duero.
Sin embargo, Martínez Díez (1983) rebate este origen etimológico del término Extremadura y lo considera un artificioso cultismo de finales del siglo XII que latiniza así un vocablo vulgar, y defiende el origen de Extrematura o Extremadura como el nombre abstracto derivado de extremo añadiendo el sufijo dura, al igual que cortadura, andadura y otros términos. En este sentido, el citado autor, en base al detallado análisis de la documentación y crónicas medievales disponible, sostiene que la palabra extremo se utilizó para designar las tierras fronterizas o los límites del Reino de Castilla ya desde el siglo IX, como en la primera aparición en la Crónica Albeldense (893), aunque fue más frecuente la aparición de este término durante el siglo XI y los tres primeros cuartos del siglo XII, refiriéndose siempre a los territorios fronterizos de Castilla. A finales del siglo XII, en el año 1181, aparece por primera vez la expresión Extremis Dorii en un diploma del monasterio de San Martín de Castañeda, en la actual provincia de Zamora, pero no se conoce hasta la fecha ningún documento anterior que se haya denominado a la Extremadura castellana como los extremos del Duero.

## Historia

Las Comunidades de villa y tierra de la Extremadura castellana sobrepuestas a los límites de las actuales provincias.

La historia de la Extremadura castellana como organización política y social viene paralelamente acompañada del hecho de los comunes de villa y tierra. Por tanto, la existencia de la Extremadura castellana viene delimitada en el tiempo por un principio y un final. Un principio desde la conquista de las tierras al sur del Duero por parte del reino cristiano de Castilla a partir del siglo IX. Y un final con el proceso de señorialización de la Corona de Castilla en el siglo XV.
Durante la segunda mitad del siglo XI, bajo el reinado de Alfonso VI, los reinos de León y de Castilla conquistarían a Al-Ándalus la franja situada entre los ríos Duero y Tajo. A su vez, se fue produciendo la repoblación de la región que había quedado ampliamente deshabitada por las continuas guerras que se libraron durante años.
Las condiciones de la nueva zona conquistada, con una orografía muy montañosa y abrupta, sobre todo en las zonas más próximas al sistema Central, con unos suelos generalmente pobres para la agricultura y unos pastos escasos y de baja calidad, con unos climas extremadamente diferenciados entre el verano y el invierno, dio lugar a la necesidad de un nuevo tipo de organización política capaz de aprovechar los escasos recursos de la zona y repartirlos en provecho de la población. Nacen así los comunes de villa y tierra, que será la forma de organización social y política predominante en la Extremadura castellana.
La desaparición de la Extremadura castellana como entidad jurídica se produce entre los siglos XV y XVI entre los reinados de Juan II e Isabel I. Principalmente, fueron tres los hechos de estas épocas que acabaron con la Extremadura castellana. Por un lado, la paulatina señorialización llevada a cabo en la Corona de Castilla desde el siglo XIV, acabando con la tradición de tierras realengas con que se contaba en la región. Por otro lado, el establecimiento por parte de Enrique III de la figura del corregidor, que ejercería su autoridad por encima de la forma tradicional del señor. Y, por último, la creación a mediados del siglo XVI de las provincias fiscales como nueva organización jurídica generalizada en el reino de la corona de Castilla.

## Organización sociopolítica
La Extremadura castellana empezó a tener un reconocimiento jurídico con el establecimiento de las comunidades de villa y tierra como organización política desde el siglo IX. Así, se establecieron tierras comunadas que incluían a distintas aldeas alrededor de una villa mayor y que se subdividían, a su vez, en seis sexmas ( o sexmos) u ocho ochavos. Estas tierras podían ser, según su dueño, de realengo si es del Rey, de abadengo si es de un abad o de un obispo, de solariego si es de un noble u orden militar o de behetría si son los propios habitantes quien eligen al señor.

## Límites de la Extremadura castellana
Tras la organización de la región en comunidades de villa y tierra y con el establecimiento del Reino de Toledo tras su conquista por parte de los cristianos a finales del siglo XI, sus límites quedarían, más o menos, bien definidos, lindaba al norte con el Reino de Castilla, al oeste con la Extremadura leonesa, al este con el Reino de Aragón y al sur con el Reino de Toledo.